# Qabus ibn al-Mundhir
Qabus ibn al-Mundhir (dans les sources grecques Καβόσης, Kaboses) est un roi des Lakhmides, une tribu arabe pré-islamique, de 569 à 573.
Son nom est la forme arabe du nom persan « Kavus », adopté sous l'influence des suzerains persans sassanides, lequel serait lui-même d'origine arabe, le mot voulant dire étymologiquement -le radical qa ba sa étant là pour le prouver- "celui qui ramène un tison pour allumer le feu"; le sens métaphorique usité en arabe étant le bel homme au beau teint. Il succède à son frère 'Amr III ibn al-Mundhir (554–569). Peu de choses sont connues de son règne, hormis une lourde défaite en 570 face à la tribu rivale des Ghassanides, au service de l'Empire byzantin, conduite par le roi al-Mundhir III ibn al-Harith,.
Après sa mort, les Lakhmides sont dirigés par un gouverneur perse pendant une année, jusqu'à ce qu'al-Mundhir IV ibn al-Mundhir (574-580), son frère, soit nommé roi.